# 20074 Ласкершюлер
20074 Ласкершюлер (20074 Laskerschueler) — астероїд головного поясу, відкритий 14 січня 1994 року.
Тіссеранів параметр щодо Юпітера — 3,583.